# Minas de San Pedro
Minas de San Pedro är en ort i Mexiko.   Den ligger i kommunen Soledad de Graciano Sánchez och delstaten San Luis Potosí, i den centrala delen av landet, 400 km nordväst om huvudstaden Mexico City. Minas de San Pedro ligger 1 843 meter över havet och antalet invånare är 336.
Terrängen runt Minas de San Pedro är platt åt sydväst, men åt nordost är den kuperad. Runt Minas de San Pedro är det tätbefolkat, med 550 invånare per kvadratkilometer. Närmaste större samhälle är San Luis Potosí, 12,4 km väster om Minas de San Pedro. Trakten runt Minas de San Pedro består till största delen av jordbruksmark.